# Günther XLIII. (Schwarzburg-Sondershausen)

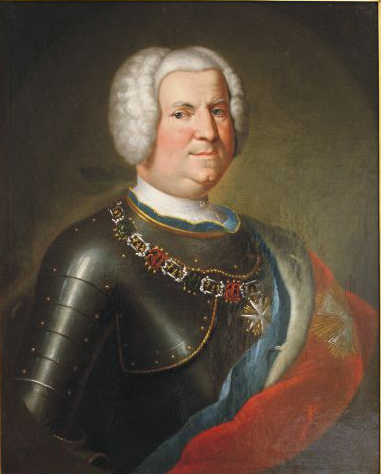
Günther XLIII. (Schwarzburg-Sondershausen)

Günther I. (XLIII.) von Schwarzburg-Sondershausen (* 13. August 1678; † 28. November 1740) war von 1720 bis 1740 Fürst von Schwarzburg-Sondershausen.

## Leben
Fürst Günther I. war Sohn des Fürsten Christian Wilhelm von Schwarzburg-Sondershausen (1647–1721) und dessen Gemahlin Fürstin Antonie Sybille (1641–1684), Tochter des Grafen Albrecht Friedrich I. von Barby-Mühlingen. Zu seinen Hofmeistern zählte Immanuel Weber ein studierter Theologe und Rechtswissenschaftler.
Noch zu Lebzeiten seines Vaters übernahm er 1720 die Regierung und führte sie als ein gerechter, milder und frommer Regent bis 1740. Aufgrund des 1713 geschlossenen Erb- und Successionsvertrages wurde er als erstgeborener Sohn alleiniger Erbe und somit regierender Fürst. Er löste die fremde Landeshoheit über verschiedene Teile des Fürstentums ab und erhöhte dadurch dessen Wert und Ansehen.
1732 war er von Ernst August von Sachsen-Weimar-Eisenach in den Hausorden vom Weißen Falken aufgenommen.
Er ließ in Jechaburg eine neue Kirche erbauen und in Sondershausen das Prinzenhaus. Der Fürst galt als sehr jagdbegeistert und ließ deshalb auch das Jagdschloss zum Possen auf der Hainleite bei Sondershausen errichten, dessen Namen er in Anlehnung an ein Gedicht seiner Halbschwester Christiane Wilhelmine wählte.
Da er ohne Erben starb, übernahm sein Halbbruder Heinrich die Regentschaft von Schwarzburg-Sondershausen.

## Ehe
Günther I. war seit 2. Oktober 1712 mit Elisabeth Albertine (1693–1774), Tochter des Fürsten Carl Friedrich von Anhalt-Bernburg, verheiratet. Die Ehe blieb jedoch kinderlos.